# Ocilla
Ocilla is een plaats (city) in de Amerikaanse staat Georgia, en valt bestuurlijk gezien onder Irwin County.

## Demografie
Bij de volkstelling in 2000 werd het aantal inwoners vastgesteld op 3270.
In 2006 is het aantal inwoners door het United States Census Bureau geschat op 3219, een daling van 51 (-1,6%).

## Geboren
- Dave Prater (1937-1988), zanger, de bariton van het R&B duo Sam and Dave.

## Geografie
Volgens het United States Census Bureau beslaat de plaats een oppervlakte van
6,7 km², geheel bestaande uit land.

## Plaatsen in de nabije omgeving
De onderstaande figuur toont nabijgelegen plaatsen in een straal van 32 km rond Ocilla.